# Les Années fac
 (juillet 2025).
Si vous disposez d'ouvrages ou d'articles de référence ou si vous connaissez des sites web de qualité traitant du thème abordé ici, merci de compléter l'article en donnant les références utiles à sa vérifiabilité et en les liant à la section « Notes et références ».
Premiers Baisers Les Années bleues
Les Années fac est une série télévisée française en 199 épisodes de 26 minutes, créée par Jean-François Porry et diffusée à partir du 11 octobre 1995 jusqu'au 30 janvier 1998 sur TF1.
Il s'agit de la suite de Premiers Baisers et elle précède Les Années bleues. Elle est rediffusée régulièrement sur AB1 et IDF1. 
La série est intégralement disponible sur la chaîne YouTube Génération Sitcoms depuis le 9 juillet 2021.
La série a désormais sa propre chaîne 24 h/24 sur la plateforme gratuite Pluto TV depuis le 11 octobre 2021.

## Synopsis
Justine Girard commence sa nouvelle vie d'étudiante à la faculté, elle s'installe avec son petit ami Jérôme dans un studio en banlieue parisienne. 
Son meilleur ami Luc s'installe lui aussi dans un studio en colocation avec Anthony et Daniel. Les jumelles australiennes et Annette vivent toujours chez ses parents, pour elles aussi, une nouvelle vie commence mais pas à la fac. Les jumelles sont dorénavant gérantes de la cafétéria universitaire et Annette a pris une année sabbatique en attendant de trouver une voie professionnelle (animatrice de radiofac, gérante d'une boutique de vêtements, elle tente même de devenir infirmière).
Entre les cours à la fac et toute sa bande d'amis, Justine doit faire face aux difficultés de sa jeune vie sentimentale qui sera sagement orchestrée durant toute la sitcom ; entre coups de foudre et désillusions, elle aura bon nombre d’ennemies à gérer (Clarisse, Blanche et principalement Sandra). 
Elle peut toujours compter sur ses parents et sa meilleure amie Annette même si elle délaissera quelque peu ces derniers lorsque la série se resserrera sur quatre personnages qui sont Luc, Virginie, Anthony et elle-même, tous les autres constituant des intrigues plus ou moins importantes. Après son départ, Sandra deviendra à son tour l'une des protagonistes principales et entamera une relation amoureuse avec Anthony.

## Distribution

### Acteurs principaux
- Camille Raymond : Justine Girard (épisodes 1, 14 à 22, 25 à 54, 56 à 75, 77 à 98, 100 à 112, 116 à 135, 137 à 145, 147, 149, 150, 152, 154 à 156, 158 à 160, 163, 164, 198 et 199)
- Fabien Remblier : Jérôme Couturier (épisodes 1, 3, 4, 8 à 10, 12 à 22, 25 à 46, 48 à 57, 59 à 62, 66, 67, 69 à 73, 84, 85, 87, 90, 93 à 98, 100 à 116, 118, 120 à 130, 132 à 134, 136, 140, 141, 143 à 146, 149 à 152, 159, 162, 165, 166, 172 à 174, 178, 180, 196, 198 et 199)
- Magalie Madison : Annette Lampion (épisodes 1, 3 à 9, 11 à 23, 25 à 29, 31 à 51, 54 à 64, 73 à 80, 82 à 90, 92, 94 à 105, 107 à 115, 122 à 129, 131 à 134, 136 à 138, 140 à 153, 155, 156, 159 et 160)
- Christophe Rippert : Luc Duval (épisodes 1 à 17, 19 à 148, 150, 152 à 181 et 183 à 199)
- Virginie Desarnauts : Virginie Girard (épisodes 1, 2, 4, 5, 7 à 83, 86 à 135, 137 à 150 et 152 à 199)
- Anthony Dupray : Anthony (épisodes 1 à 17, 19 à 26, 33 à 70, 72 à 148, 150, 152 à 178 et 181 à 199)
- Christine Ever : Suzy (épisodes 1, 3 à 50, 52, 53, 55 à 65, 67 à 107, 109 à 121, 131 à 134, 136 à 138, 140 à 147, 149 à 153, 155, 157, 159 à 168 et 170 à 199)
- Stéphanie Ever : Suzon (épisodes 1, 3 à 50, 52, 53, 55 à 65, 67 à 107, 109 à 121, 131 à 134, 136 à 138, 140 à 147, 149 à 153, 155, 157, 159 à 168, 170 à 191 et 193 à 199)
- Renaud Roussel : Daniel Larson (épisodes 1 à 5, 7 à 15, 18 à 32, 34 à 46, 48 à 57, 59 à 62, 64, 66, 67, 69, 70, 72, 79, 84, 90, 94, 112 à 116, 121 à 125, 127, 128, 130, 131, 134, 135, 137, 139, 141 à 143, 146, 149 à 152, 159 et 162)
- François Rocquelin : Aristide Lenormand (épisodes 1, 3 à 9, 11 à 13, 16 à 21, 23, 25, 27, 29, 34, 37, 41 à 43, 45, 47 à 50, 52, 54, 55, 57, 62, 64, 65, 67 à 80, 82 à 94, 96 à 100, 104, 106, 110, 126 à 128, 130 à 134, 136, 140, 145, 146, 148, 150, 153, 155, 156, 160, 161, 164 à 175, 178 à 197 et 199)
- Bruno Le Millin : Roger Girard (épisodes 1, 3 à 8, 11 à 21, 23, 25 à 29, 33, 35 à 37, 39, 40, 42 à 48, 51, 52, 55, 59, 61, 62, 64, 65, 70, 72, 84, 85, 90, 96, 97, 99, 103 à 106, 111, 122 à 126, 131, 132, 136, 138, 141 à 145, 149, 150, 155, 156, 160, 177 à 187, 194, 195 et 199)
- Christiane Ludot : Marie Girard (épisodes 1, 3, 5, 6, 8, 9, 11, 12, 14 à 20, 25, 27 à 29, 33, 35 à 37, 39, 40, 42 à 48, 52, 55, 59, 64, 65, 70, 72, 74, 84, 85, 96, 97, 103 à 106, 109 à 111, 136, 138, 141 à 144, 149, 155, 156, 179, 181 à 185 et 194)

### Acteurs secondaires
- Aurore Bunel : Sandra Bonnet (épisodes 94, 112 à 116, 118, 120 à 146, 148, 151 à 154, 157, 158, 161 à 178 et 181 à 199)
- Paul-Étienne Bonnet : Paul Blanchard (épisodes 95 à 100, 102 à 111, 115, 119 à 127, 129, 133 à 146, 148, 151 à 154, 157, 158, 161 à 169, 171 à 173, 175 à 178, 181 à 187, 192 à 194 et 197 à 199)
- Christophe Gauzeran : Martial (épisodes 65 à 67, 70, 73 à 77, 79, 81, 83, 86 à 91, 94, 96 à 98, 100, 102, 104 à 106, 108, 109, 112, 120, 126, 131, 172, 173, 175, 176, 179, 180, 185, 186, 188, 190 à 194 et 197)
- Franck Tordjman : Jean-François, dit « Franck » (épisodes 18 à 20, 26, 32, 34 à 36, 38 à 42, 44 et 56)
- Rodolphe Delage : Serge (épisodes 76 à 78, 80 à 83, 86, 87, 89, 91 à 94, 97, 98, 100, 104 et 110)
- Rebecca Hampton : Clarisse (épisodes 63 à 67, 69 à 75, 77 à 81, 84 et 85)
- Mélanie Angélie : Blanche (épisodes 106 à 121)
- Geoffroy Thiebaut : Jean-Marc Lebel (épisodes 109 à 111, 114, 115 et 117 à 120)
- Audrey Moore : Héléna (épisodes 114, 115 et 118)
- Carole Geoffroy : Carole (épisodes 121 à 127, 129, 132, 133, 136, 140 à 143 et 145)
- Alexandra Mancey : Stéphanie (épisodes 161 à 164)
- Manon Saidani : Karine (épisodes 1 à 5, 7, 9, 38, 40 et 43)
- Virginie Caren : Laurence (épisodes 1 à 5, 7, 9 et 38)
- Carole Dechantre : Annie Laplace (épisodes 6 et 9)
- Nathalie Dib : Angélique (épisodes 11 à 17, 19 et 20)
- Diego Brelière : Didier
- Ingrid Chauvin : Gabrielle (épisodes 30 à 37)
- Julien Thévenet : Louis-Philippe
- Cécile Savary : Agnès
- Shirley Bousquet : Laetitia / Marie-Hélène
- Patrick Massiah : Dominique Trillon
- Alexandra Mancey : Stéphanie
- Nathalie Moncorger : Christiane Alexandre
- Christophe Mallus : Pascal (épisodes 38 à 42)
- Matthieu Mottet : Jean-Michel
- Marjorie Curti : Patricia
- Stéphanie Dormeau : Anne-Marie
- Sandra Gass : Danielle
- Juliette Galoisy : Michelle
- Diane Kulenkamp : Anita Durville
- Claude Sese : Raymond Ramirez
- Eve Peyrieux : Bernadette / Macha
- Virginie Théron : Elisabeth
- Pierre-Marie Carlier : Raphaël
- Frédéric Witta : René
- Véronique Winkel : Cathy
- Bruno Lorenzi : Jean
- Ludovic Avot : Tom
- Jean-Pierre Hébrard : Marc Coldy
- Alexandre Thibault : Bertrand

### Invités
- Philippe Benard : Steve
- Fabrice de Villeplée : Gabriel
- Bruno Flender : Albert
- Emmanuelle Ogouz : Emmanuelle (épisode 137)
- Baptiste Charden : Jean-Edouard
- Frédérique Le Calvez : Caroline
- Sévy Villette : Carole
- Alexandra Lamy : Natacha
- Tristan Richier : Marc
- Pascal Mottier : Bernard
- Benjamin Tribes : Fredo
- Cali Morales : Delphine (épisode 151)

## Épisodes
1. Installation
2. Visite de Suède
3. Au travail… !
4. La dèche
5. En avant toute
6. Dans le doute…
7. Message radio
8. La gloire
9. Embauche
10. Rien à l'horizon
11. Une bonne journée
12. Belle Angélique
13. Mission spéciale
14. La crise
15. Problèmes
16. Les amours malheureuses
17. Le rêve
18. Dédicaces
19. Faux semblant
20. Le coup du placard
21. Jalousie
22. Laquelle des deux
23. Miss baiser
24. Un copain attachant
25. L'amoureux
26. Le ramage et le plumage
27. Le producteur (1)
28. Le producteur (2)
29. Love for ever
30. La tentation
31. La rupture
32. L'impossible retour
33. L'anniversaire
34. Une maîtresse femme
35. La Croisette
36. Les filles s'amusent
37. Le milliardaire imaginaire
38. L'infidèle
39. L'amitié brisée
40. La réconciliation
41. La méprise
42. Un nouveau couple
43. Le secret
44. Soupçons
45. Mission délicate
46. La reconquête
47. Quiproquo
48. L'enquête
49. Les santiags
50. À double tranchant
51. Lutte fratricide
52. Dilemme
53. Décisions amères
54. En toute simplicité
55. Miss Alfredo
56. Faux départ
57. Tout le monde est content
58. Heureuse rencontre
59. Double jeu
60. Chassé croisé
61. Coup mortel
62. L'épée de Damoclès
63. Flashs
64. Pris en sandwich
65. Mise à pied
66. In extremis
67. Petite surprise
68. Transformation
69. Sans pli
70. La sortie
71. La charmeuse de serpents
72. L'aveu
73. Quoi de neuf ?
74. Au bord du gouffre
75. Chasse à l'homme
76. Le farfelu
77. À la charge
78. Le prince charmant
79. Le grand doute
80. Le pardon
81. Le mystère
82. Chute libre
83. Dans le canal
84. Question d'âge
85. La preuve d'amour
86. De l'orage dans l'air
87. La solution
88. Grand cœur
89. Un choix difficile
90. Ainsi font font font
91. Histoire de…
92. Énervement
93. Au bout de la nuit
94. Moment de vérité
95. Surpopulation
96. Un anniversaire orageux
97. Un lendemain qui chante
98. Les bonnes manières
99. Tous les coups sont permis
100. Chacun chez soi
101. Le combat
102. La roue tourne
103. Le loup dans la bergerie
104. Un départ équivoque
105. Un escabeau pour deux
106. Blanche comme neige
107. Une poussière dans l'œil
108. Dûr à avaler
109. Un rendez-vous d'affaire
110. Un poing vengeur
111. Un tantinet jalouse
112. Et si on partait
113. Un retour de week-end
114. Sermonné
115. Flagrant délit
116. Solitude
117. L'air du large
118. Le permis de conduire
119. Pas d'erreur
120. Cruelle décision
121. À la porte
122. Disparition
123. Panne de cœur
124. Réconciliation
125. Le remplaçant
126. Un remède miracle
127. Les moteurs grondent
128. Que d'histoires
129. Les nerfs lâchent
130. Malade d'amour malgré lui
131. Et rien ne va plus
132. Prison et champagne
133. L'un après l'autre
134. Chantage
135. Merci qui ? Merci Justine
136. Une journée sans nuage
137. Am Stram Gram
138. Merci pour cette nuit
139. Coup de blues
140. Une journée fripes
141. Une idée épicée
142. Casting
143. Un gros pourcentage
144. Golden girl
145. La boutique scoumoune
146. Une pour deux
147. Joyeux anniversaire
148. L'espion
149. Club de fans
150. Le prix du succès
151. Prêtez-moi vos jumelles
152. Une promo d'enfer
153. Le photographe
154. Sous les projecteurs
155. Prises d'otages
156. Rebelote
157. Le dictaphone
158. Happy end
159. Une partie d'enfer
160. Katmandou
161. La nouvelle venue
162. L'homme idéal
163. Une photo embarassante
164. Deux de perdues…
165. Le trio perdant
166. Un trou dans la caisse
167. Une fille à papa
168. La guerre des nerfs
169. Une belle fin
170. Visites surprises
171. Paul, le retour
172. Malédiction
173. Une mauvaise presse
174. Boxe à la cafète
175. Un secret lourd à garder
176. Mensonges
177. Remise en question
178. L'amour toujours
179. C'est le bouquet
180. À la sauvette
181. Rupture et prise de bec
182. Le cas social
183. Coup de théâtre
184. Le pilote
185. Tout le monde y croit
186. Moteur
187. Le match de foot
188. La victime et le prophète
189. La chair est faible
190. Chacun chez soi
191. Une proie facile
192. Caméra cachée
193. La rougeole
194. Les précieux billets
195. Payer, toujours payer
196. Le plombier et l'hystérique
197. Une cousine embarrassante
198. Un rêve prémonitoire
199. Tout est bien qui finit bien

## Commentaires
Cette série est un spin-off de Premiers Baisers, qui mettait en scène les mêmes personnages à l'époque où ils étaient lycéens. 
À partir du printemps 1996, à la suite de l'arrêt par TF1 de la diffusion des sitcoms AB en access prime-time, la série est diffusée dans le cadre du Club Dorothée.
Durant la saison 1997-1998, les derniers épisodes sont de nouveau programmés à 18 h, cette sitcom devient l'une des dernières séries AB diffusés après la fin du Club Dorothée.
L'épisode 16 de la série Pour être libre se déroule en partie sur le tournage de la série Les Années Fac. Le personnage de Frank y croise Camille Raymond, Magalie Madison et Anthony Dupray, qui jouent leur propre rôle. C'est notamment une occasion d'entendre Magalie Madison jouer sans prendre une voix aiguë.
Les personnages de Virginie (Virginie Desarnauts), Luc (Christophe Rippert) et Anthony (Anthony Dupray) réapparaîtront plus tard dans la série Les Années bleues (1998), qui met en scène leur entrée dans la vie active.
Par la suite, la série a été rediffusée dans TF! Jeunesse en juillet 1998 dans le cadre d'une grille 100 % sitcoms. Étaient programmés également Les Jumelles de Sweet Valley, Ma voyante préférée et La Joyeuse tribu (de).
La prestation des jumelles chantant Mets un peu de musique à la fin de l'épisode 70 provient d'une prestation au Club Dorothée le 8 novembre 1995.